# Всеобщие выборы в Эфиопии (2000)
Всеобщие выборы в Эфиопии 2000 года состоялись 14 мая и 31 августа, став вторыми по счёту многопартийными выборами в истории страны. В этот день были избраны 547 членов Палаты народных представителей, нижней палаты Федеральной парламентской ассамблеи, и 3022 депутата ассамблей ряда регионов. Хотя несколько оппозиционных партий бойкотировали выборы, в них приняли участие 17 партий, в том числе Всеамхарская народная организация, Демократическая коалиция народов Южной Эфиопии и Национальный конгресс Оромо.
Результатом выборов стала победа правящей коалиции Революционно-демократический фронт эфиопских народов (РДФЭН), которая завоевала 461 мест в нижней палате эфиопского парламента из 547 (87,93 %). Палата народных представителей второго созыва собралась на свою первую сессию 9 октября 2000 года. Председателем палаты был переизбран Ато Дэвыт Йохэннэс.
Голосование проходило в условиях продолжающейся более двух лет пограничной войны с Эритреей, накануне крупномасштабного наступления эфиопских войск, которое привело к победе Эфиопии.

## Предыстория и кампания
В октябре 1999 года Национальный избирательный совет Эфиопии (NEBE) начала регистрировать политическим партиям для участия в национальных и региональных выборах 2000 года, вторых после принятия в декабре 1994 года новой Конституции, которая предусматривала многопартийную демократию. Всего в выборах приняло участие около 50 партий, в том числе, 17 оппозиционных, и 490 независимых кандидатов.
Большинство участников избирательной кампании пытались привлечь избирателей, обещая улучшить управление экономикой, соблюдать права человека и провести земельную реформу. После изгнания в 1974 году последнего эфиопского императора Хайле Селассие вся земля была национализирована пришедшим к власти марксистским режимом. Правящий РДФЭН, в отличие от большинства других партий, выступал за сохранение государственной собственности на землю, в то время как большая часть оппозиции призывала к передаче земли крестьянам.
В отличие от предыдущих выборов, проведенных в 1995 году, на выборах 2000 года не было международных наблюдателей, что вызвало жёсткую критику со стороны оппозиция, в то время как их сторонники власти оправдывали это решение правительства суверенитетом Эфиопии.

## Официальные результаты
По данным Национального избирательного совета, явка составила около 90 % граждан, имеющих право голоса. Правящая коалиция РДФЭН, возглавляемая премьер-министром Мелесом Зенауи, и её союзники, завоевали 85 % мест в нижней палате эфиопского парламента, оставшиеся 15 % достались восьми оппозиционным партиям и независимым кандидатам. Из оппозиционных партий наиболее удачно выступили Совет альтернативных сил за мир и демократию в Эфиопии и Национально-демократическая организация Хадии во главе с Бейене Петрос, выигравшая 3 места из семи в зоне Хадия.
В 8 из 9 регионов Эфиопии голосование прошло 14 мая, в регионе Сомали, пострадавшем от засухи и дефицита продовольствия, выборы прошли позднее, 31 августа 2000 года. На них 23 места, зарезервированные для региона в Палате народных представителей, и 168 мест в региональной ассамблее, оспаривали Демократическая партия народов Сомали, тесно связанная с РДФЭН, Альянс сомалийских демократических сил, Западносомалийская демократическая партия и 156 независимых кандидатов. В голосовании приняли участие около 75 % из 1,15 миллиона зарегистрированных в регионе избирателей. В результате выборов 19 мандатов из 23 достались Демократической партии народов Сомали, оставшиеся четыре получили независимые кандидаты.

### Палата народных представителей
| Партия                                                 | Мандаты | +/–  | %     |
| Революционно-демократический фронт эфиопских народов   | 481     | ▲113 | 87,93 |
| Демократическая партия народов Сомали                  | 19      | —    | 3,47  |
| Афарская национально-демократическая партия            | 8       | ▲2   | 1,75  |
| Демократический фронт народов Бенишангуль-Гумуза       | 6       | —    | 1,31  |
| Совет альтернативных сил за мир и демократию в Эфиопии | 4       | н/д  | 0,88  |
| Демократический фронт народов Гамбелы                  | 3       | ▲1   | 0,55  |
| Национально-демократическая организация Хадии          | 3       | ▼6   | 0,55  |
| Демократическая коалиция народов Южной Эфиопии         | 2       | н/д  | 0,37  |
| Эфиопская демократическая партия                       | 2       | н/д  | 0,37  |
| Независимые                                            | 13      | н\д  | 2,38  |
| Другие                                                 | 6       | н\д  | 1,31  |
| Всего                                                  | 547     | 0    | 100   |
| Источник: African Elections Database                   |         |      |       |

1. ↑  Объединял
Демократическую партию Оромо (183 депутата), Амхарское национальное демократическое движение[англ.] (146), Демократический фронт народов Южной Эфиопии (112) и Народный фронт освобождения Тыграй (40)

### Региональные ассамблеи
На региональных выборах победу во всех регионах одержал либо РДФЭН, либо его союзники, в частности, в Афаре Афарская национально-демократическая партия выиграла 84 мест из 87 в ассамблее региона, в Бенишангуль-Гумузе Демократический фронт народов Бенишангуль-Гумуза завоевал 71 место из 80, в Гамбеле Народный Демократический фронт народов Гамбелы получил 40 мандатов из 53 мест, в Сомали Демократическая партия народов Сомали заняла 150 мест из 168.

## Наблюдение
По мнению наблюдателей, организованных Эфиопским советом по правам человека, местным персоналом ООН, дипломатическими миссиями, политическими партиями и национальными неправительственными организациями, как общие, так и региональные выборы в 2000 году были в целом свободными и справедливыми в большинстве районов; однако серьёзные нарушения выборов имели место на юге Эфиопии, особенно в зоне Хадия. Национальный избирательный совет Эфиопии расследовал жалобы и решил, что многие из них заслуживают внимания. К ним относились случаи, когда избирательные должностные лица оказывали давление на избирателей и кандидатов, в частности, принуждая кандидатов снимать свои кандидатуры. Были также достоверные сообщения о подделке бюллетеней, мошенничестве с подсчётом голосов, запугивании избирателей или взяточничестве, увольнениях с работы, удержании зарплат, задержаниях, похищениях и убийствах.
В своем ежегодном докладе о правах человека Государственный департамент США заявил, что существует множество достоверных сообщений о том, что лица, которые поддерживали или голосовали за кандидатов оппозиции, подвергались преследованиям. Например, были достоверные сообщения о том, что власти отказывались поставлять удобрения и продовольственную помощь в районы Южной Эфиопии в качестве возмездия избирателям, избравшим кандидатов от оппозиции. По данным Демократической коалиции народов Южной Эфиопии, некоторые из её сторонников были уволены или отстранены от работы в отместку за поддержку оппозиции, а некоторые преподаватели, наблюдавшие за выборами от коалиции, были лишены зарплаты и посещения летних курсы повышения квалификации. Многие государственные служащие, поддерживавшие оппозицию, были уволены.